# Vavřinec (ort i Tjeckien, Mellersta Böhmen, lat 49,91, long 15,03)
Vavřinec är en ort i Tjeckien.   Den ligger i regionen Mellersta Böhmen, i den centrala delen av landet, 50 km öster om huvudstaden Prag. Vavřinec ligger 409 meter över havet och antalet invånare är 462.
Terrängen runt Vavřinec är lite kuperad. Runt Vavřinec är det ganska tätbefolkat, med 100 invånare per kvadratkilometer. Närmaste större samhälle är Kolín, 17,5 km nordost om Vavřinec. Trakten runt Vavřinec består till största delen av jordbruksmark.